# Rajongemeinde Radviliškis
Die Rajongemeinde Radviliškis (litauisch Radviliškio rajono savivaldybė) ist eine  Rajongemeinde im Nordwesten Litauens.

## Orte
Die Rajongemeinde  umfasst:
- 2 Städte:
  - Radviliškis – 20339/19189
  - Šeduva  –  3400/3115

- 10 Städtchen (miesteliai):
  - Baisogala – 2548
  - Grinkiškis – 900
  - Palonai –
  - Pašušvys –
  - Pociūnėliai –
  - Sidabravas –
  - Šaukotas –
  - Šiaulėnai – 890
  - Tyruliai –
  - Vadaktai –

- 420 Dörfer, darunter:
  - Alksniupiai – 761
  - Kutiškiai – 759
  - Pavartyčiai – 711
  - Aukštelkai – 704
  - Pakiršinys – 698

## Amtsbezirke
- Aukštelkai
- Baisogala
- Grinkiškis

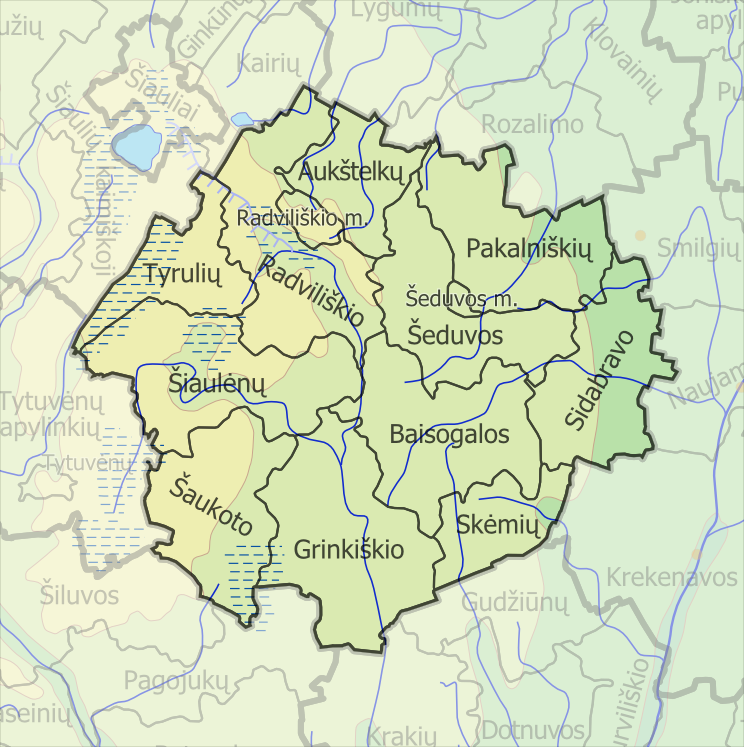
Amtsbezirke der Rajongemeinde Radviliškis

- Pakalniškiai (Sitz in Raudondvaris)
- Radviliškis Stadt
- Radviliškis Land
- Sidabravas
- Skėmiai
- Šaukotas
- Šeduva Stadt
- Šiaulėnai
- Tyruliai

## Bürgermeister
- 1992–2003:    Vytautas Simelis (* 1957), LSDP
- 2003–2020:    Antanas Čepononis (* 1959)
- 2021–2023:  Vytautas Simelis (* 1957), LŽP
- 2023–(2027): Kazimieras Račkauskis (* 1981), LSDP